# Johanna Schaller
Johanna Schaller-Klier (Artern/Unstrut, 13 settembre 1952) è un'ex ostacolista tedesca, vincitrice della medaglia d'oro nei 100 metri ostacoli ai Giochi olimpici di Montréal 1976 e dell'argento a Mosca 1980.

## Palmarès
| Anno | Manifestazione  | Sede     | Evento   | Risultato | Prestazione | Note                  |
| ---- | --------------- | -------- | -------- | --------- | ----------- | --------------------- |
| 1976 | Giochi olimpici | Montréal | 100 m hs | Oro       | 12"77       |                       |
| 1978 | Europei indoor  | Milano   | 60 m hs  | Oro       | 7"94        |                       |
| 1978 | Europei         | Praga    | 100 m hs | Oro       | 12"62       | Record dei campionati |
| 1978 | Europei         | Praga    | 4×100 m  | Bronzo    | 43"07       |                       |
| 1980 | Giochi olimpici | Mosca    | 100 m hs | Argento   | 12"63       |                       |

## Campionati nazionali
- 4 volte campionessa nazionale dei 100 metri ostacoli (1976, 1977, 1978, 1980)

## Altre competizioni internazionali
1977
- Coppa Europa di atletica leggera ( Helsinki)